# Seid Memić Vajta
Seid Memić Vajta (Travnik, 1950. március 8.) bosnyák zenész, a Teška industrija zenekar énekese.

## Pályafutása
A Vajta nevet a Distant Drums c. 1951-es filmben látható Quincy Wyatt kapitány karaktere után kapta, akit Gary Cooper alakított. Édesapja korán elhunyt, így 15 éves korától a családfenntartó szerepe őrá hárult és dolgoznia kellett. Az 1960-as években a Veseli akordi együttesben zenélt. 1973-ban költözött Szarajevóba, majd 1975-76-ban a Teška industrija együttes énekese volt. 
Miután kilépett a zenekarból, szólókarrierbe kezdett, a Zlatna Ribica (Aranyhal), Vajta 2 (Ponoćni valcer) (Éjféli keringő), Tebi pjevam (Neked énekelek) és Kad bulbuli pjevaju (Amikor a bülbülök dalolnak) című albumaival nagy sikert aratott. Nemzetközi hírnévre akkor tett szert, amikor 1981-ban Jugoszláviát képviselte az Eurovíziós Dalfesztiválon Lejla című dalával, mellyel 15. helyezést ért el. Az 1980-as években a Nedeljni zabavnik c. gyermekműsor vezetője volt. A boszniai háború kitörésekor Németországba ment, Hamburgban telepedett le. 2009-ben szerepelt a Farma c. horvát valóságshow-ban, ahol a hatodik párbajban esett ki.

## Fordítás
- Ez a szócikk részben vagy egészben  a   Seid Memić Vajta című angol Wikipédia-szócikk fordításán alapul.  Az eredeti cikk szerkesztőit annak laptörténete sorolja fel. Ez a jelzés csupán a megfogalmazás eredetét és a szerzői jogokat jelzi, nem szolgál a cikkben szereplő információk forrásmegjelöléseként.